# バシャーノ
バシャーノ（イタリア語: Basciano）は、イタリア共和国アブルッツォ州テーラモ県にある、人口約2,400人の基礎自治体（コムーネ）。

## 地理

### 位置・広がり

#### 隣接コムーネ
隣接するコムーネは以下の通り。
- カステル・カスターニャ
- コッレダーラ
- モントーリオ・アル・ヴォマーノ
- ペンナ・サンタンドレーア
- テーラモ

## 行政

### 分離集落
バシャーノには、以下の分離集落（フラツィオーネ）がある。
- Feudo da Borea, Feudo da Sole, San Rustico, Sant'Agostino, Santa Maria, Tomolati, Pantane, Sbaragli, Pian Mulino, Zampitto, Villa Portone, Villa Frio, Villa Ginestre, Cretone, Villa Guidotti, Vallone